# (12578) Bensaur
(12578) Bensaur (1999 RF17) – planetoida z grupy pasa głównego asteroid okrążająca Słońce w ciągu 3,49 lat w średniej odległości 2,3 j.a. Odkryta 7 września 1999 roku.